# Stanisław Kopf
Stanisław Kopf ps. Malarz (ur. 1924 w Warszawie, zm. 10 maja 2004 tamże) – powstaniec warszawski, kapral podchorąży, autor książek o wydarzeniach i wspomnieniach wojennych, rysownik.

## Życiorys
W powstaniu warszawskim walczył jako żołnierz Armii Krajowej w 105 plutonie 1. kompanii batalionu „Unia” zgrupowania „Krybar”, w rejonie Śródmieścia. Wchodził w skład załogi samochodu pancernego „Kubuś”, która 22 sierpnia dokonała próby zdobycia budynków Uniwersytetu Warszawskiego.
Po kapitulacji powstania jeniec w niemieckim stalagu XI B Fallingbostel.
Wspierał plany budowy Muzeum Powstania Warszawskiego.

## Publikacje
- Lata okupacji(1989)
- Być wolnym. Warszawa-Paryż 1944 (1995)
- 63 dni (1994)
- Dni powstania (1957)
- 100 dni Warszawy (1977)
- Muzy tamtych dni (1998)
- Ślady
- Wyrok na miasto: wypędzenie rabunek, zagłada. Warszawskie Termopile 1944−1945 (2001)